# Ryad Merhy
Ryad Merhy (* 28. November 1992 in Abidjan, Elfenbeinküste) ist ein belgischer Boxer ivorischer Herkunft und ehemaliger WBA-Weltmeister im Cruisergewicht. Er ist Belgiens erster Boxweltmeister.

## Herkunft und Amateurkarriere
Ryad Merhy ist der Sohn eines Libanesen und einer Ivorin. Er wurde in Abidjan, der Hauptstadt des westafrikanischen Staates Elfenbeinküste, geboren, kam im Alter von drei Jahren nach Belgien und begann im Alter von 14 Jahren mit dem Boxsport. 2010 wurde er belgischer Meister im Halbschwergewicht. Seine Amateurbilanz betrug zwölf Siege, vier Niederlagen und ein Unentschieden.

## Profikarriere
Merhy unterzeichnete einen Vertrag über fünf Jahre bei 12 Rounds Promotion des Managers Alain Vanackère und bestritt sein Debüt am 29. Juni 2013. Er gewann 24 Kämpfe in Folge, davon 20 vorzeitig und errang die Titel WBC International Silver und WBA Intercontinental. 
Am 24. März 2018 unterlag er in Frankreich beim Kampf um die Interimsweltmeisterschaft der WBA durch TKO in der elften Runde gegen Arsen Goulamirian. Im Dezember 2018 schlug er den US-Amerikaner Samuel Clarkson durch Knockout in der vierten Runde und wurde dadurch WBA International Champion.
Am 19. Oktober 2019 besiegte er den ebenfalls ungeschlagenen Imre Szellő und wurde dadurch Interimsweltmeister der WBA. Da sich der reguläre WBA-Weltmeister Beibit Schümenow geweigert hatte, gegen Merhy anzutreten, wurde dem Kasachen der Titel entzogen und Merhy im Januar 2021 zum neuen WBA-Weltmeister ernannt.
Am 17. Juli 2021 gewann er seine erste Titelverteidigung durch einen vorzeitigen Sieg gegen den Chinesen Zhaoxin Zhang. Im August 2022 gab die WBA dann bekannt, dass Merhy den regulären WM-Titel niedergelegt habe, da dieser keine Pflichttitelverteidigung gegen Arsen Goulamirian bestreiten habe wollen. Goulamirian wurde dadurch kampflos neuer WBA-Titelträger im Cruisergewicht. Seinen nächsten Kampf bestritt er am 13. Mai 2023 gegen Kevin Lerena und verlor dabei einstimmig nach Punkten.
Am 9. Dezember gewann er nach Punkten gegen Tony Yoka.